# Radisav Ćurčić
Radisav Ćurčić (serbisch-kyrillisch Радисав Ћурчић, hebräisch ראדיסאב צ'ורצ'יץ'; * 26. September 1965 in Čačak) ist ein ehemaliger serbisch-israelischer Basketballspieler.

## Laufbahn
1982 gab Ćurčić seinen Einstand in der Herrenmannschaft Železničar Čačak. Bis auf eine Unterbrechung aufgrund des Wehrdiensts spielte er bis 1987 für den Verein. In seinem letzten Spiel für Železničar erzielte Ćurčić 67 Punkte.
Er stand anschließend bei Olimpija Ljubljana unter Vertrag, im Dezember 1991 wechselte Ćurčić nach Italien zu Pallalcesto Amatori Udine. Dort wurde er aus Verletzungsgründen nur in sieben Begegnungen eingesetzt. In der Saison 1992/93 bestritt er 20 Spiele für die Dallas Mavericks in der nordamerikanischen Liga NBA.
Die meisten Titel auf Vereinsebene errang Ćurčić mit Maccabi Tel Aviv. 1995, 1996, 2001 und 2002 gewann er mit der Mannschaft die israelische Meisterschaft, 2001 ebenfalls den europäischen Wettbewerb Suproleague sowie 2001 und 2002 den israelischen Pokalwettbewerb. Als Mitglied von Hapoel Jerusalem wurde Ćurčić in der Saison 1998/99 als bester Spieler der israelischen Liga ausgezeichnet. Er hatte in der Hauptrunde dieses Spieljahres im Durchschnitt 18,4 Punkte je Begegnung erzielt. Einen noch höheren Wert erreichte Ćurčić ebenfalls im Hapoel-Trikot, als er es auf 21,3 Punkte je Begegnung brachte.

### Nationalmannschaft
Ćurčić wurde 1990 mit der Nationalmannschaft Jugoslawiens Weltmeister, er erzielte im Verlauf des WM-Turniers im Durchschnitt 2,3 Punkte je Begegnung. Insgesamt kam Ćurčić auf 38 Länderspiele.